# Saemundssonia tringae
Saemundssonia tringae är en insektsart som först beskrevs av O. Fabricius 1780.  Saemundssonia tringae ingår i släktet Saemundssonia och familjen fjäderlöss. Arten är reproducerande i Sverige. Inga underarter finns listade i Catalogue of Life.